# Jovan Marković
Jovan Marković (sinh ngày 23 tháng 3 năm 2001) là một cầu thủ bóng đá người România gốc Serbia thi đấu cho Universitatea Craiova ở vị trí tiền đạo.
Marković sinh ra ở Belgrade với bố là người Serbia và mẹ đến từ Corabia.